# Cabucala penduliflora
Cabucala penduliflora är en oleanderväxtart som beskrevs av Markgraf. Cabucala penduliflora ingår i släktet Cabucala och familjen oleanderväxter. Inga underarter finns listade i Catalogue of Life.